# 中垣正太郎
中垣 正太郎（なかがき しょうたろう、1992年7月22日 - ）は、テレビ東京のアナウンサー。

## 来歴・人物
神奈川県出身。
幼稚部から高等部までを玉川学園で過ごした。高校卒業後は、英語とメディアを学ぶ目的でニュージーランドにあるカンタベリー大学に進学。同大学を卒業後の2018年テレビ東京に入社。
10歳からラグビーを始め、大学卒業まで続けていた。
趣味はラグビー、ゴルフ、スポーツ観戦。好きな言葉は『継続は力なり』。

## 出演

### テレビ
- TXNニュース（不定期）
- ニュースモーニングサテライト（サブキャスター）
  - 木・金曜日（2023年7月6日 - 2024年3月29日）
  - 水曜日（2024年4月3日 - ）
- ゆうがたサテライト（月曜キャスター、2022年4月4日 - 6月27日、2024年7月1日 -）

## 過去の出演番組

### テレビ
- 7スタライブ（2020年1月10日 - 9月18日）- メインキャスター
- 電脳トークTV〜相内さん、青春しましょ!〜（不定期出演）
- 内村のツボる動画（不定期出演）
- 日経ニュース プラス9（水・木曜ニュースリーダー、2021年3月31日 - 2022年3月31日）
- 追跡LIVE! Sports ウォッチャー
  - 火・水曜担当（2020年3月31日 - 2021年3月24日）
  - 水・木曜担当（2021年3月31日 - 2022年3月31日）
- ウイニング競馬（実況・パドック担当）
- みんなのスポーツ Sports for All(月曜日、2022年4月4日 -)
- ワールドビジネスサテライト（フィールドキャスター）
  - 水・木曜日（2022年4月4日 - 7月28日）
  - 月 - 木曜日（2022年8月1日 - 9月29日）
  - 月・水・木曜日（2022年10月3日 - 2024年3月28日）
- Weekly女子ゴルフ（司会、2024年4月7日 - 2025年3月2日）